# Chrysops szechuanensis
Chrysops szechuanensis är en tvåvingeart som beskrevs av Krober 1933. Chrysops szechuanensis ingår i släktet Chrysops och familjen bromsar. Inga underarter finns listade i Catalogue of Life.